# El Cubo de Don Sancho
El Cubo de Don Sancho es un municipio y localidad española de la provincia de Salamanca, en la comunidad autónoma de Castilla y León. Se integra dentro de la comarca de Vitigudino y la subcomarca de la Tierra de Vitigudino. Pertenece al partido judicial de Vitigudino.
Su término municipal está formado por las localidades de Cuarto del Pino, El Conejal, El Cubo de Don Sancho e Ituero de Huebra así como por los despoblados de Rollanejo y Villoria de Buenamadre, ocupa una superficie total de 91,14 km² y según los datos demográficos recogidos en el padrón municipal elaborado por el INE en el año 2017, cuenta con una población de 449 habitantes.

## Geografía
El río Huebra atraviesa este término municipal de 91,14 km².

## Historia

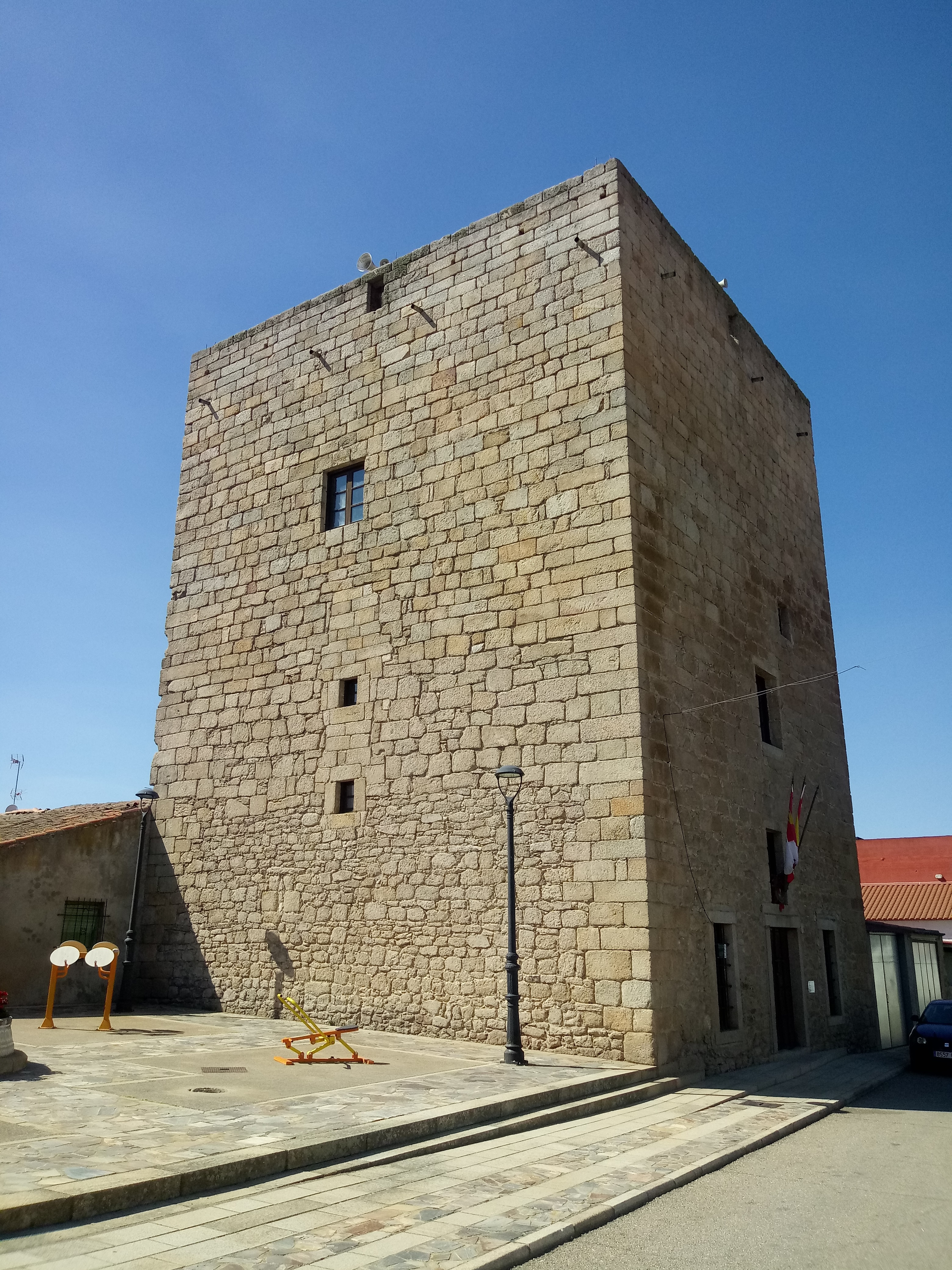
Cubo defensivo de El Cubo de Don Sancho

El término municipal de El Cubo estuvo poblado desde la Edad de Hierro y la calzada de los Mártires que pasa por el mismo atestigua la presencia romana en el mismo.
En la Edad Media se da la repoblación de la actual localidad por parte de los reyes de León, datando de principios del siglo XIII, en el reinado de Alfonso IX de León las primeras referencias escritas del municipio, conocido entonces simplemente como "El Cubo", tomando dicho nombre del cubo defensivo erigido en la localidad por la monarquía leonesa, al constituir un enclave estratégico para el paso del río Huebra, formando parte de la línea defensiva del Huebra-Yeltes, junto a otras fortalezas como las de Buenamadre o Villares de Yeltes.
En todo caso, el actual nombre de la localidad lo toma de forma íntegra en el siglo XVIII, al añadírsele el "de Don Sancho", según unos autores por el rey Sancho IV y según otros por el infante Sancho Alfonso «El Mudo», hijo de Alfonso XI, que estuvo encerrado en la fortaleza existente en la localidad.
Por otro lado, cabe reseñar que en el siglo XV El Cubo perteneció al maestre de la Orden de Santiago y a Fernán Nieto, pasando en el siglo XVIII a manos del marqués de Cerralbo.
Ya en la Edad Contemporánea, en el siglo XIX, al crearse las actuales provincias en 1833, El Cubo de Don Sancho quedó encuadrado en la provincia de Salamanca, dentro de la Región Leonesa.
Finalmente, sobre la historia de la localidad cabe destacar que en el año 2001 el escritor e historiador salmantino Ramón Grande del Brio escribió el libro El Cubo de Don Sancho, una fortaleza junto al Huebra, que analiza el devenir histórico de la localidad.

## Demografía
El Cubo de Don Sancho cuenta con una población de 377 habitantes (INE 2024).
| Gráfica de evolución demográfica de El Cubo de Don Sancho entre 1842 y 2021                                         |
| |
| Población de derecho según los censos de población del INE Población de hecho según los censos de población del INE |

Según el Instituto Nacional de Estadística, El Cubo de Don Sancho tenía, a 31 de diciembre de 2018, una población total de 450 habitantes, de los cuales 242 eran hombres y 208 mujeres. Respecto al año 2000, el censo refleja 592 habitantes, de los cuales 310 eran hombres y 282 mujeres. Por lo tanto, la pérdida de población en el municipio para el periodo 2000-2018 ha sido de 142 habitantes, un 24 % de descenso.
El municipio se divide en seis núcleos de población. De los 450 habitantes que poseía el municipio en 2018, El Cubo de Don Sancho contaba 448, de los cuales 242 eran hombres y 206 mujeres, Ituero de Huebra con 1, de los cuales 0 eran hombres y 1 mujeres, y Cuarto del Pino con 1, de los cuales 0 eran hombres y 1 mujeres. Rollanejo y Villoria de Buenamadre se listan como despoblados en el censo. El Conejal no se encuentra censado.

## Símbolos

### Escudo
El escudo heráldico que representa al municipio fue aprobado con el siguiente blasón:

«Sobre campo de plata torre de gules aclarada de sable, bordura de castillos y leones del Reino Castellano Leonés. Al timbre, Corona Real Borbónica de la Monarquía reinante»

## Administración y política
| Partido político                         | 2019  | 2019  | 2019       | 2015  | 2015  | 2015       | 2011  | 2011  | 2011       | 2007  | 2007  | 2007       | 2003  | 2003  | 2003       |
| Partido político                         | %     | Votos | Concejales | %     | Votos | Concejales | %     | Votos | Concejales | %     | Votos | Concejales | %     | Votos | Concejales |
| Partido Popular (PP)                     | 67,31 | 208   | 5          | 62,03 | 232   | 5          | 55,30 | 219   | 4          | 37,19 | 148   | 3          | 43,69 | 187   | 3          |
| Partido Socialista Obrero Español (PSOE) | 27,51 | 85    | 2          | 36,36 | 136   | 2          | 43,43 | 172   | 3          | 60,55 | 241   | 4          | 54,91 | 235   | 4          |

## Patrimonio

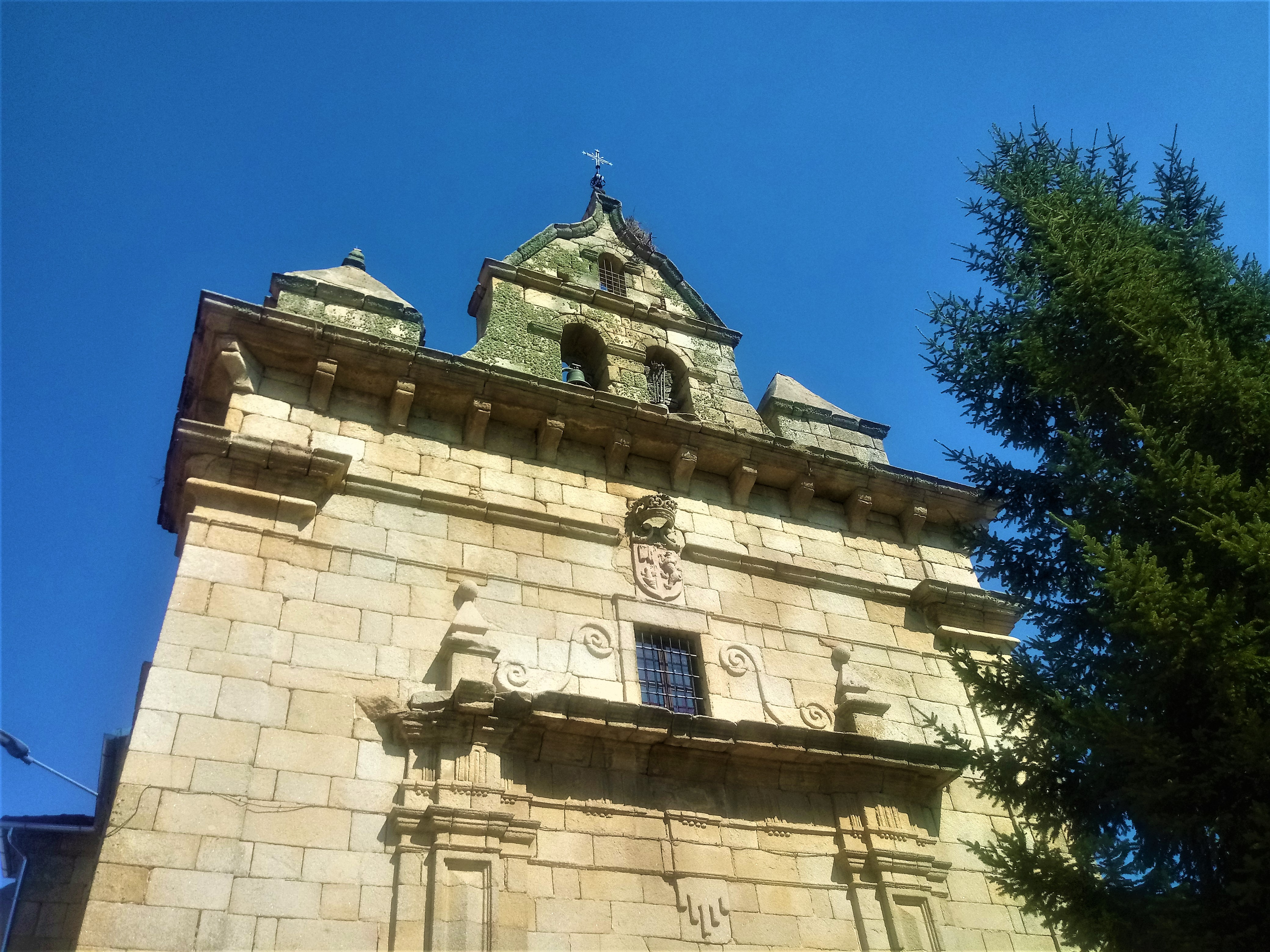
Iglesia de Nuestra Señora de la O

- Iglesia de Nuestra Señora de la O (XVII-XVIII).
- Fortaleza medieval (cubo) (siglo XIV).
- Restos de la ermita de San Sebastián.
- Casona de los Leyva.
- Calzada romana de Los Mártires.
- Molino del Marqués de Cerralbo (en el río Huebra).
- Dólmenes de El Campo (en la ribera del Huebra).
- Incisiones prehistóricas en granito en la Peña del Tejado.